# دکوینسی (لوئیزیانا)
دکوینسی (به انگلیسی: DeQuincy) شهری در ایالت لوئیزیانا کشور ایالات متحده آمریکا است که جمعیت آن در سرشماری سال ۲۰۱۰ میلادی، ۳٬۲۳۵ نفر بوده‌است.